# SN 2007do
SN 2007do – supernowa typu Ia odkryta 27 kwietnia 2007 roku w galaktyce A103610+3432. Jej maksymalna jasność wynosiła 18,20m.